# Второй всезарубежный собор

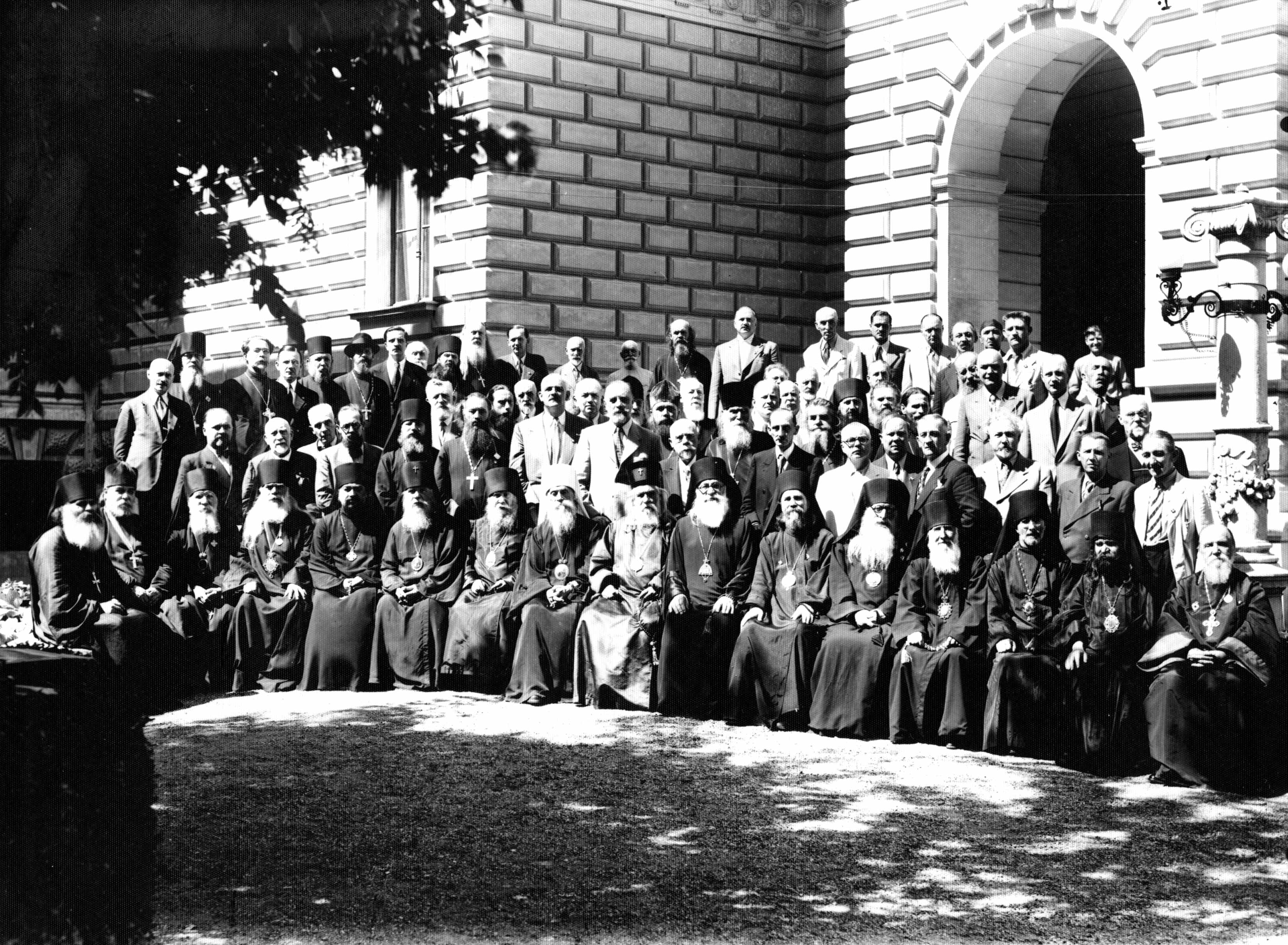

Второй всезарубежный собор — собор Русской православной церкви заграницей с участием епископата, клириков и мирян, состоявшийся с 14 по 24 августа 1938 года в Сремских Карловцах в Югославии. В Соборе приняли участие 13 епископов, 26 священников и 58 мирян; всего — 97 человек. Собор стал крупнейшим русским православным собранием предвоенных лет, обсудив множеств вопросов, на которые не могла ответить в то время Церковь в Отечестве. Вместе с тем, несмотря на название «всезарубежный», Собор представлял не всю русскую церковную эмиграцию: не были представлены зарубежные приходы Московского патриархата и представители Западноевропейского экзархата Константинопольского патриархата.
Так как подавляющее большинство участников Собора были мирянами, во избежание продавливания ими нецерковных решений, по примеру Поместного собора 1917—1918 годов было образовано Архиерейское совещание, все решения общего собрания Собора подлежали утверждению Архиерейским совещанием и принимали силу только после подписания их этим Совещанием. Собор резко осудил митрополита Евлогия за переход в юрисдикцию патриарха Константинопольского, а Константинопольскую патриархию — за «захват» русских приходов в Западной Европе. Собор высказался по поводу гонения на Церковь в Советском Союзе, он высказался также в защиту Православной церкви в Польше, протестуя против разрушения православных храмов польскими властями, полонизации и украинизации богослужения. В заключение Собор принял два послания: «К Русскому народу в Отечестве страждущему» и «К Русской пастве в рассеянии сущей». Вместе с тем, по оценке историка Андрея Кострюкова, Собор не достиг главной своей цели, ради которой он был созван — объединения русской эмиграции.

## Подготовка
После того, как в эмиграции стало известно о закрытии Зарубежного ВЦУ Патриархом Тихоном, стали высказываться идеи созвать второй большой собор с участием эмигрантских клириков и мирян. 20 августа 1922 года митрополит Евлогий (Георгиевский) на Архиерейском Соборе РПЦЗ предложил созвать «Всезаграничный Русский Церковный Собор из иерархов, клириков и мирян». Данный собор постановил созвать таковой Собор 21 ноября того же года по закрытии Архиерейского Собора Сербского Православной Церкви, когда вследствие этого освободятся помещения Сербской Патриархии. Но, как указывается в справке к решению Архиерейского Синода РПЦЗ от 17 января 1923 года: «Упомянутый Сербский Архиерейский Собор, открывшийся 1 октября, необычно затянулся почти на весь ноябрь, так что созвать Русский Собор на 21 ноября оказалось невозможным. А Святейший Патриарх Сербский указал, как на более удобный срок для открытия Русского Собора, на время после рождественского поста и святочных праздников, т. е, после дня Крещения Господня. Между тем, в конце ноября Высокопреосвященный Митрополит Антоний получил уведомление с Афона о том, что тамошний Кинот разрешил ему наконец (после двухлетних ходатайств), поселиться на покой на Св. Горе в монастыре святого Пантелеймона. После этого Владыка Митрополит Антоний немедленно заявил Синоду и написал Митрополиту Евлогию, что он не будет уже участвовать ни в созыве, ни в заседаниях предстоящего Собора, так как прекращает свою церковно—общественную деятельность, а всё хлопоты о созвании Собора предоставляет Синоду и Митрополиту Евлогию, как заместителю Председателя. Тогда же Митрополит Антоний предложил Владыке Митрополиту Евлогию поспешить в Карловцы, так как он покидает их 23 декабря ст. ст. Но Митрополита Евлогия задержала случившаяся в это же время необходимость переезда вместе со своим Епархиальным Управлением из Берлина в Париже, а затем поездка в Лондон на погребение известного протоиерея Смирнова, умершего пред святками. Между тем, в виду отмены Афонским Кинотом (по неизвестной причине) данного ранее Митрополиту Антонию разрешения поселиться на Св. Горе, Архиерейский Синод, вслед за многочисленными письменными и устными ходатайствами русских церковных общин, колоний и др. организаций из Югославии и почти всех др. стран, упросил Владыку Митрополита Антония не оставлять должности Председатсльстнующего в Синоде и Управляющего русскими православными общинами в Королевстве С. Х. С. и телеграфировал митрополиту Евлогию о необходимости его неотложного присутствия на ближайших заседаниях Синода для обсуждения вопросов, связанных с созывом Собора».
Помимо этого созыву соборы мешали материальные трудности. Но основной причиной отказа от его созыва послужили опасения чрезмерной активности со стороны мирян. Епископ Серафим (Соболев) в 1923 году опасался, что на таком Соборе миряне станут судьями Патриарха, указывая при этом, что «не миряне, а епископы — главные ответственные лица в Церкви». Наконец, Собор, где клирики и миряне имели бы равные права с епископатом, мог вынести решения, вредные как для Церкви в Отечестве, так и для самой Церкви в эмиграции. 31 мая 1923 года Архиерейский Собор РПЦЗ постановил: «В виду вытеснившийся из переписки по созыву Собора совершенной невозможности в настоящее время правильного и полного представительства заграничной Русской Церкви, в особенности из отдалённых её епархий, а также ввиду неблагоприятных условий данного момента» определил «отложить созыв Собора с участием клириков и мирян до более благоприятного времени».
Вопрос о созыве большого Собора обсуждался на Архиерейском Соборе 1924 года. Однако и здесь сторонников большого Собора ждала неудача, что в немалой степени было вызвано памятью о церковных потрясениях, спровоцированны Собором 1921 года. Архиерейский Собор 1924 года на основании бывших суждений постановил: «Созыв Всезаграничного Русского Церковного Собора в настоящее время признать несвоевременным».
Новые попытки добиться от Синода созыва большого Собора последовал в 1927 году, когда эмиграция оказалась разделённой вследствие конфликта между Зарубежным Синодом, митрополитом Евлогием (Георгиевским) и митрополитом Платоном (Рождественским). Однако и на этот раз такое предложение было отвергнуто, причём энтузиастам было дано понять, что к власти в Зарубежной Церкви мирян больше никто не допустит. Архиерейский Собор 1927 года заявил, что Собор с участием клириков и мирян «хотя и может иметь суждение о положении Русской Заграничной Церкви, но входить в обсуждение и решение вопросов иерархического суда и дисциплины не имеет права», а «Архиерейский Собор для разрешения сих вопросов состоится независимо от Всезаграничного Церковного Собора». Кроме того, не отрицая возможности созвать большой Собор, карловацкие иерархи заявили, что все расходы должны взять на себя приходы. Вопрос, таким образом, был закрыт.
В последующие годы голоса, призывавши созвать такой Собор, звучали всё реже. Как отмечал Андрей Кострюков, в условиях, когда система управления Русской Зарубежной Церковью благополучно работала, и имелось признание с стороны ряда Поместных Церквей, в таком мероприятии, как Всезарубежный Собор, не было необходимости. Внешне ситуация тоже оставалась прежней — положение Церкви в России было по-прежнему тяжёлым, а отношение с митрополитом Евлогием оставались натянутыми. Таким образом, не было ничего такого, что могло бы дать повод для созыва мероприятия, который в документах стали именовать даже Поместным Собором.
Разговоры о созыве большого Собора возобновились в 1930-е годы. Надежды на скорый созыв Всезарубежного Собора получил реальную почву в январе 1935 года, когда митрополит Антоний (Храповицкий), за полтора года до своей смерти, сделал доклад Архиерейскому Синоду о желательности созыва Собора с участием представителей клира и мирян, в котором в том числе сказал:

Проект созыва второго такого Собора остался неосуществленным по различным причинам, одной из которых можно считать возникшую церковную смуту. Смягчение церковного разделения, происшедшее за последнее время, даёт основание сказать, что последняя причина, если не исчезла, то, во всяком случае, не может почитаться достаточной для дальнейшего откладывания Собора, который, если окажется не в силах привести к единству, все-таки важен для Зарубежной Русской Церкви, объединенной вокруг Архиерейского Собора и Синода. Не надо забывать, что первый Всезаграничный церковный Собор, имевший место в Сремских Карловцах в 1921 году, хотя и подвергается различным укоризнам, все-таки много способствовал укреплению организации Зарубежной Церкви. Равным образом нельзя не отметить благого значения епархиальных собраний в некоторых наших епархиях, как например Харбинской. Всё это даёт нам основание ожидать, что созыв теперь Всезаграничного Собора способствовал бы сплочению Зарубежной Церкви, укреплению её организации и упорядочению её имущественного положения. Но не менее, если не более, важной задачей для Собора будет указание православному русскому Зарубежью путей духовного возрождения и просвещения эмиграции, обсуждение и выработка мер борьбы с сектантством, противоцерковными течениями за рубежом и, наконец, насколько это возможно, лечение ран, нанесённых душам церковной смутой. Для этой последней цели я радостно приветствовал бы участие на Соборе представителей русских церковных организаций, не находящихся ныне с нами в полном единении, при условии, конечно, что они выразят готовность принять к исполнению постановления, которые будут вынесены Собором с равноправным участием их представителей.

Летом 1935 года был избран состав Предсоборной комиссии, куда помимо председателя, которым стал митрополит Анастасий (Грибановский), вошли архиепископ Гермоген (Максимов) и Феофан (Гаврилов), протоиерей Пётр Беловидов и Иоанн Сокаль, а также миряне: Б. Р. Гершельман, Ю. П. Граббе, А. П. Доброклонский, К. И. Телятников, С. Н. Трегубов, К. М. Смирнов, А. И. Щербаков и А. П. Юденич. 5 июля комиссия приступила к работе. Собор было решено созвать осенью 1936 года.
В последующие годы препятствием для созыва Собора стали проблемы материального характера. Но содержание Предсоборной комиссии, вырабатывавшее материал для будущего Собора, уходил 2 тысячи динаров в месяц, что для Архиерейского Синода было серьёзной суммой. Кроме того, главные усилия Синода в тот момент были направлены на примирение с митрополитом Евлогием и Северо-Американской митрополией. Поэтому 25 ноября 1935 года работа Предсоборной комиссии были прервана. Архиерейский Собор РПЦЗ 1936 года постановил отложить большой Собор до 1938 года: «собор с представителями клира и мирян отложен <…> с тем, чтобы сейчас же взыскать материальные средства на продолжение работы предсоборной комиссии по разработке материалов для будущего Собора и начать популяризацию этого начинания в печати». Предсоборная комиссия возобновила свою работу только 11 марта 1937 года, причём её состав был дополнен А. И. Аносовым, В. В. Голицыным, Б. Н. Сергиевским, Н. П. Рклицким и К. Н. Николаевым, которого вскоре заменил П. С. Лопухин, ставший секретарём Комиссии.
4 января 1938 года Архиерейский Собор РПЦЗ постановил созвать Всезарубежный собор с участием клира и мирян на 14 августа 1938 года. Условия, на которых созывался Собор, должны были успокоить иерархов, беспокоившихся о возможном негативном влиянии мирян. Собор был защищён от неразумных решений тем, что во главе его ставилось Совещание епископов, без утверждения которого ни один из соборных постановлений не имел силы. В «Наказе» Собору прямо оговаривалось, что, в соответствии с канонами, «все решения общего собрания Собора подлежали утверждению Совещанием епископов и приемлют силу лишь по подписании и последними». Если постановление Собора не получало одобрения архиереев, то вынести вопрос снова на всеобщее обсуждение можно было только с разрешения Совещания архиереев. Наконец, это же архиерейское Совещание могло в случае необходимости закрыть Собор до истечения его программы. Кроме того, согласно принятым «Правилам», в состав Собора могли входить только лица, состоящие в юрисдикции Архиерейского синода РПЦЗ, а лиц других юрисдикций — лишь с особого разрешения Архиерейского синода.
Участники Собора делились на три группы — по положению, по выборам и по назначению. Членами по положению являлись все архиереи РПЦЗ, члены Всероссийского Поместного Собора 1917–1918 гг. (за исключением тех, кто находился в других юрисдикциях), а также члены Предсоборной комиссии. Члены по назначению, число которых не могло превышать 25, назначались непосредственно Архиерейским синодом или по представлению епархиальных архиереев. Прислать по одному представителю на Собор разрешалось мужским монастырям, а также различным организациям РПЦЗ.

## Участники собора

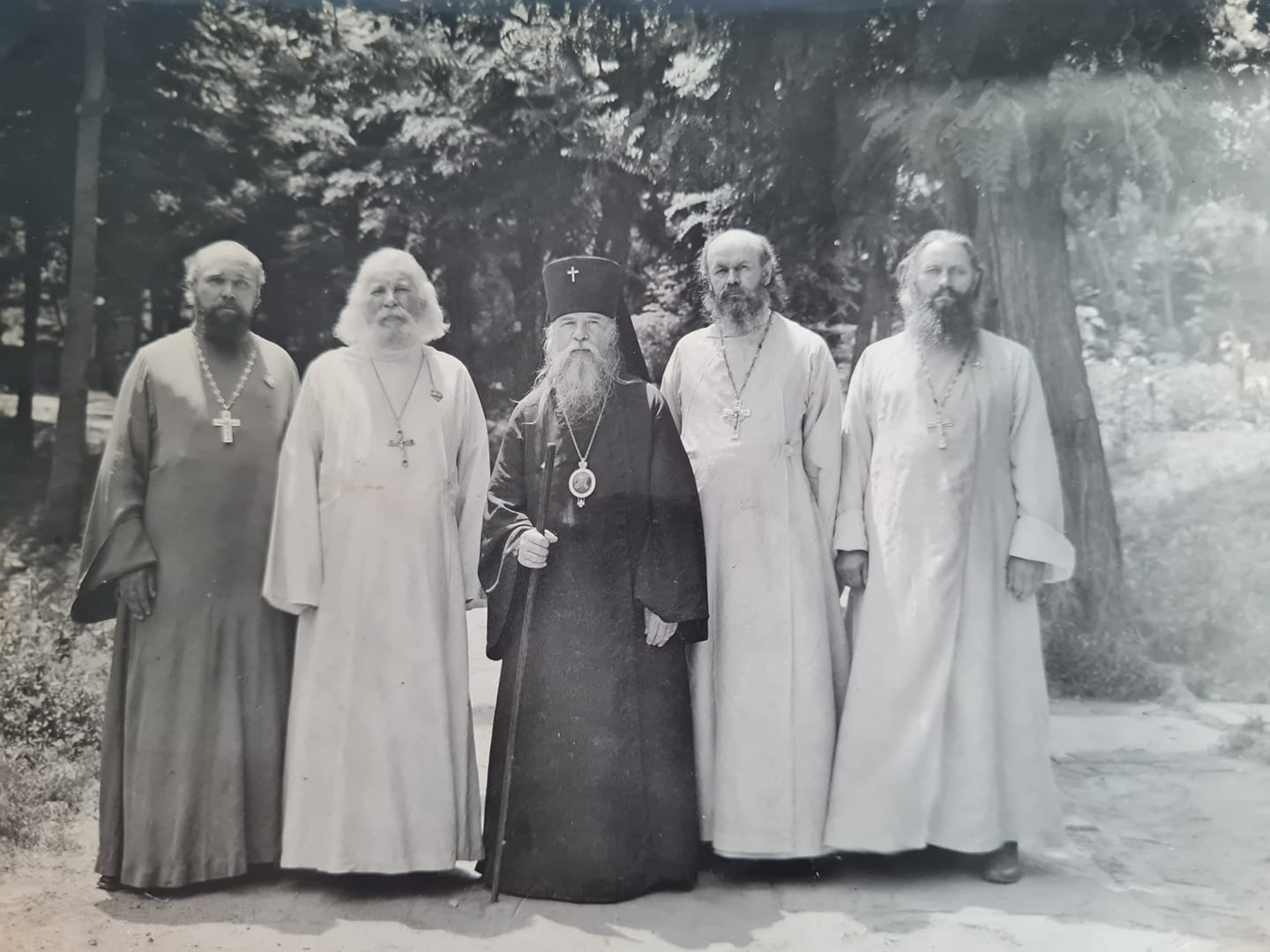
Архиепископ Мелетий с делегатами от Харбинской епархии — прот. Симеоном Новосильцевым, протопресв. Петром Рождественским, прот. Аристархом Пономарёвым и прот. Николаем Пономарёвым

1. Митрополит Анастасий (Грибановский), Первоиерарх Русской Православной Церкви заграницей, Председатель Архиерейского Синода.
2. Архиепископ Серафим (Лукьянов), Управляющий русскими православными церквами в Западной Европе.
3. Архиепископ Гермоген (Максимов), Член Архиерейского Синода.
4. Архиепископ Харбинский и Маньчжурский Мелетий (Заборовский).
5. Архиепископ Феофан (Гаврилов), Член-Секретарь Архиерейского Синода.
6. Архиепископ Восточно-Американский и Джерсиситский Виталий (Максименко).
7. Архиепископ Богучарский Серафим (Соболев), Управляющий русскими православными общинами в Болгарии.
8. Архиепископ Камчатский и Петропавловский Нестор (Анисимов).
9. Архиепископ Тихон (Лященко), Председатель Учёного комитета при Архиерейском Синоде.
10. Епископ Потсдамский Серафим (Ляде).
11. Епископ Урмийский Иоанн (Геваргизов).
12. Епископ Вест-Вирджинский и Питтсбургский Вениамин (Басалыга).
13. Епископ Шанхайский Иоанн (Максимович)
14. Протопресвитер Сергий Орлов, Женева.
15. Протопресвитер Александр Шабашев, Брюссель.
16. Протопресвитер Петр Беловидов, Югославия, Член Предсоборной Комиссии.
17. Протопресвитер Петр Рождественский, Харбин
18. Архимандрит Василий (Павловский), представитель института Святого Владимира в Харбине.
19. Архимандрит Серафим (Иванов), представитель Типографского Братства преподобного Иова Почаевского.
20. Архимандрит Феодосий (Мельник), Югославия.
21. Архимандрит Нафанаил (Львов), представитель Дома Милосердия в Харбине.
22. Игумен Филипп (Гарднер), по назначению. (Вена).
23. Протоиерей Алексий Крыжко, Югославия.
24. Протоиерей Димитрий Кутенко, Югославия.
25. Протоиерей Виталий Лепоринский, Югославия.
26. Протоиерей Андрей Ливен[вд], по назначению, (Болгария).
27. Протоиерей Борис Молчанов, Бейрут.
28. Протоиерей Симеон Новосильцев, Харбин.
29. Протоиерей Михаил Польский, Лондон.
30. Протоиерей Аристарх Пономарёв, член Московского Собора 1917—1918 г. г.
31. Протоиерей Николай Пономарёв, Харбин.
32. Протоиерей Иоанн Сокаль, Югославия, член Предсоборной Комиссии.
33. Протоиерей Василий Тимофеев, Париж.
34. Протоиерей Димитрий Трухманов, Германия.
35. Протоиерей Николай Ухтомский, Болгария.
36. Иеромонах Алексий, представитель Русских монастырей на Афоне.
37. Иеромонах Кирилл (Попов), Болгария.
38. Иерей Мануил Есенский, Германия.
39. Иерей Виктор Ильенко, Франция.
40. Иерей Виталий Тарасьев, Югославия, член Предсоборной Комиссии.

Представители мирян.
1. Князь Сергей Георгиевич Романовский, герцог Лейхтенбергский, по назначению.
2. Аносов, Иван Александрович, член Предсоборной Комиссии.
3. Гр. Апраксин, Пётр Николаевич, член Московского Собора 1917—1918 г. г.
4. Апухтин, Константин Валерианович, представитель Корпуса Имп. А и Ф.
5. Барбович, Иван Гаврилович, представитель РОВС.
6. Бискупский, Василий Викторович, по назначению (Германия).
7. Богаевский, Леонид Васильевич, по назначению (Белград).
8. Гершельман, Александр Сергеевич, по назначению (Вена).
9. Гершельман, Борис Романович, член Предсоборной Комиссии.
10. Глобачев, Николай Иванович, представитель Владимирского Братства в Берлине.
11. Кн. Голицын, Владимир Владимирович, член Предсоборной Комиссии.
12. Кн. Горчаков, Михаил Александрович, Швейцария.
13. Гр. Граббе, Юрий Павлович, член Предсоборной Комиссии.
14. Дегтерев, Александр Иванович, Югославия.
15. Дрейлинг, Роман Константинович, по назначению (Белград).
16. Ивановский, Александр Иосифович, член Московского Собора 1917—1918 г. г.
17. Изразцов, Константин Константинович, Аргентина.
18. Ковалевский, Евграф Евграфович, по назначению (Белград).
19. Колосовский, Сергей Михайлович, член Московского Собора 1917—1918 г. г.
20. Кондратьев, Сергей Владимирович, член Московского Собора 1917—1918 г. г.
21. Котляревский, Николай Михайлович, по назначению (Брюссель).
22. Краснов, Николай Николаевич, представитель Донского Казач. Войска.
23. Кутырин, Владимир Владимирович, по назначению (Югославия).
24. Лодыженский, Александр Ильич, по назначению (Женева).
25. Лодыженский, Юрий Ильич, по назначению (Женева).
26. Лопухин, Петр Сергеевич, секретарь Предсоборной Комиссии.
27. Милорадович, Михаил Николаевич, член Предсоборной Комиссии.
28. Миткевич, Григорий Григориевич, по назначению (Югославия).
29. Мошин, Владимир Алексеевич, Югославия.
30. Нагаев, Николай Васильевич, представитель Рус. Дух. Миссии в Китае.
31. Неежмаков, Семен Трофимович, Югославия.
32. Николаев, Константин Николаевич, член Предсоборной Комиссии.
33. Погодин, Александр Львович, член Московского Собора 1917—1918 г. г.
34. Прасолов, Святослав Владимирович, Бейрут.
35. Рклицкий, Николай Павлович, член Предсоборной Комиссии.
36. проф. Розов, Владимир Александрович, по назначению (Югославия).
37. Рыбаков, Николай Павлович, по назначению (США).
38. Сарандинаки, Сергей Николаевич, Болгария.
39. Сергеевский, Борис Николаевич, член Предсоборной комиссии.
40. проф. Смирнов, Константин Михайлович, член Предсоборной комиссии.
41. Соколов, Андрей Иванович, по назначению (Югославия).
42. Ставровский, Николай Владимирович, Болгария.
43. Степанов, Николай Филиппович, по назначению (Бельгия).
44. Тальберг, Николай Дмитриевич, по назначению (Белград).
45. Телятников, Константин Иванович, член Предсоборной комиссии.
46. сенатор Трегубов, Сергей Николаевич, представитель Объединения Сенаторов.
47. проф. Троицкий, Сергей Викторович, представитель Русского научного института в Белграде.
48. Фабрициус, Николай Федорович, по назначению (Германия).
49. Фрадынский, Викентий Флорианович, по назначению (Белград).
50. Хеке, Павел Александрович, по назначению (Германия).
51. Кн. Черкасский, Михаил Александрович, (Бельгия).
52. Шишков, Тихон Андреевич, по назначению (Белград).
53. проф. Щербаков, Алексей Иванович, член Предсоборной комиссии.
54. Юденич, Александр Павлович, член Предсоборной Комиссии.
55. Юрьев, Сергей Владимирович, Представитель Рус. Дух. Миссии в Китае.
56. Яковлев, Борис Александрович, Шанхай.
57. Слупский, Александр Ефимович, Представитель Военно-морского союза.
58. Шестаков, Александр Михайлович, Франция.